# Banarlı, Tekirdağ
Banarlı là một thị trấn thuộc thành phố Tekirdağ, tỉnh Tekirdağ, Thổ Nhĩ Kỳ. Dân số thời điểm năm 2011 là 1.032 người.